# Aldo Nadi

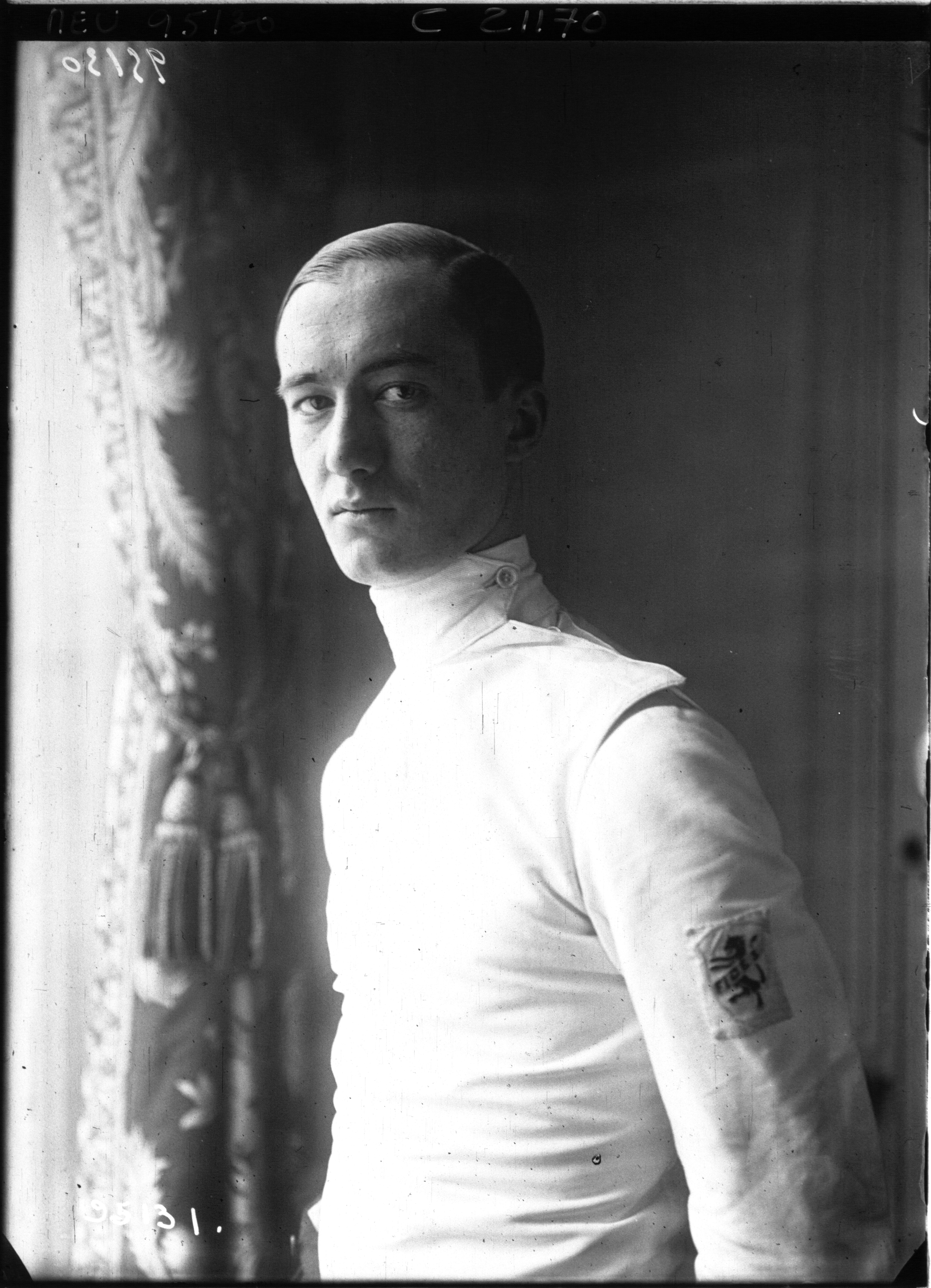
Aldo Nadi (1922)

Aldo Nadi (* 29. April 1899 in Livorno; † 10. November 1965 in Los Angeles) war ein italienischer Fechter.
Aldo Nadi war der jüngere Sohn des Fechtmeisters Giuseppe Nadi. Sein älterer Bruder Nedo Nadi wurde einer der bisher erfolgreichsten Fechter.
Aldo Nadi gewann bei den Olympischen Spielen 1920 in Antwerpen drei Goldmedaillen und eine Silbermedaille. Die Goldmedaillen holte er in den Mannschaftswettbewerben mit Degen, Florett und Säbel jeweils gemeinsam mit Nedo. Die Silbermedaille gewann er hinter seinem Bruder im Säbeleinzel.
Nadi übernahm zwei Filmrollen: Im französischen  Le tournoi dans la cité (1928) und im Hollywood-Film Haben und Nichthaben (1944), wo seine Figur von Humphrey Bogart erschossen wird. Bei weiteren Filmen wie Der Pirat und die Dame war er auch Fechtkoordinator und -double tätig.
Nedo Nadi und Aldo Nadi sind eines der erfolgreichsten Brüderpaare in der Geschichte der Olympischen Spiele. Im Fechten stehen nur die Mailänder Dario Mangiarotti und Edoardo Mangiarotti auf der gleichen Stufe. Kurioserweise waren beide Brüderpaare Söhne eines Fechtmeisters mit dem Vornamen Giuseppe.

## Trivia
Während der Olympischen Spiele 1920 in Antwerpen sorgte ein Streit für außergewöhnliches Aufsehen: Der italienische Gewichtheber Filippo Bottino fühlte sich von Aldo Nadi beleidigt und  forderte den Meisterfechter zu einem Duell heraus. Nadi trat mit einer Reitpeitsche an und Bottino mit einem Holzknüppel. Innerhalb kurzer Zeit ließ Bottino seine Waffe fallen, da Nadi dessen Hand mit der Peitsche getroffen hatte.